# Губаревщина
Губаревщина (укр. Губарівщина) — село, Обтовский сельский совет, Кролевецкий район, Сумская область, Украина.
Код КОАТУУ — 5922686802. Население по переписи 2001 года составляло 87 человек.

## Географическое положение
Село Губаревщина находится на левом берегу реки Глистянка, которая через 1,5 км впадает в реку Эсмань, выше по течению на расстоянии в 3 км расположено село Медведево, на противоположном берегу — село Пионерское. Вокруг села несколько ирригационных каналов. К селу примыкает лесной массив (сосна, берёза).